# Niederländische Squash-Meisterschaften
Die niederländischen Squash-Meisterschaften sind ein Wettbewerb zur Ermittlung des nationalen Meistertitels im Squash in den Niederlanden. Ausrichter ist der Squash Bond Nederland.
Seit 1938 werden die Meisterschaften bei den Herren und seit 1940 bei den Damen jährlich ausgetragen. Rekordhalter sind A.G. Maris bei den Herren mit 14 Titeln, davon alle in Folge, und Julie Jamin bei den Damen mit 18 Titeln.

## Niederländische Meister
Die Nummern in Klammern hinter den Namen geben die Anzahl der gewonnenen Meisterschaften wieder. Folgende Spieler konnten die Meisterschaft gewinnen:
| Jahr                                                         | Herren                            | Damen                                       |
| ------------------------------------------------------------ | --------------------------------- | ------------------------------------------- |
| 1938                                                         | J. M. Fentener van Vlissingen     | nicht ausgetragen                           |
| 1939                                                         | J. M. Fentener van Vlissingen (2) | nicht ausgetragen                           |
| 1940                                                         | Hendrik Timmer                    | M. van Laer-Fabius                          |
| 1941 bis 1945: keine Austragung wegen des Zweiten Weltkriegs |                                   |                                             |
| 1946                                                         | A. G. Maris                       | T. C. Wierda                                |
| 1947                                                         | A. G. Maris (2)                   | M. van Laer-Fabius (2)                      |
| 1948                                                         | A. G. Maris (3)                   | M. van Laer-Fabius (3)                      |
| 1949                                                         | A. G. Maris (4)                   | H. J. de Stoppelaar Blijdestein-van Romunde |
| 1950                                                         | A. G. Maris (5)                   | M. H. van de Giessen-Della Mouton           |
| 1951                                                         | A. G. Maris (6)                   | M. van Laer-Fabius (4)                      |
| 1952                                                         | A. G. Maris (7)                   | Julie Jamin                                 |
| 1953                                                         | A. G. Maris (8)                   | Julie Jamin (2)                             |
| 1954                                                         | A. G. Maris (9)                   | Julie Jamin (3)                             |
| 1955                                                         | A. G. Maris (10)                  | Julie Jamin (4)                             |
| 1956                                                         | A. G. Maris (11)                  | Julie Jamin (5)                             |
| 1957                                                         | A. G. Maris (12)                  | Julie Jamin (6)                             |
| 1958                                                         | A. G. Maris (13)                  | Julie Jamin (7)                             |
| 1959                                                         | A. G. Maris (14)                  | Julie Jamin (8)                             |
| 1960                                                         | H. S. van der Straaten            | Julie Jamin (9)                             |
| 1961                                                         | H. S. van der Straaten (2)        | Julie Jamin (10)                            |
| 1962                                                         | H. S. van der Straaten (3)        | Julie Jamin (11)                            |
| 1963                                                         | K. A. H. Herok                    | Julie Jamin (12)                            |
| 1964                                                         | K. A. H. Herok (2)                | Julie Jamin (13)                            |
| 1965                                                         | W. van Rooijen                    | Julie Jamin (14)                            |
| 1966                                                         | W. van Rooijen (2)                | Julie Jamin (15)                            |
| 1967                                                         | W. van Rooijen (3)                | Julie Jamin (16)                            |
| 1968                                                         | W. van Rooijen (4)                | Julie Jamin (17)                            |
| 1969                                                         | K. A. H. Herok (3)                | Ada Bakker                                  |
| 1970                                                         | Robert Anjema                     | Julie Jamin (18)                            |
| 1971                                                         | Robert Anjema (2)                 | Ada Bakker (2)                              |
| 1972                                                         | Robert Anjema (3)                 | Ada Bakker (3)                              |
| 1973                                                         | Robert Anjema (4)                 | Ada Bakker (4)                              |
| 1974                                                         | Robert Anjema (5)                 | Ada Bakker (5)                              |
| 1975                                                         | Robert Anjema (6)                 | Ineke Zeevenhooven-Koster                   |
| 1976                                                         | Robert Anjema (7)                 | Ada de Laive-Bakker 1 (6)                   |
| 1977                                                         | Robert Anjema (8)                 | Ineke Zeevenhooven-Koster (2)               |
| 1978                                                         | Robert Anjema (9)                 | Ineke Zeevenhooven-Koster (3)               |
| 1979                                                         | Ric Zandvliet                     | Ineke Zeevenhooven-Koster (4)               |
| 1980                                                         | Robert Anjema (10)                | Ada de Laive-Bakker (7)                     |
| 1981                                                         | Robert Anjema (11)                | Ineke Zeevenhooven-Koster (5)               |
| 1982                                                         | Robert Anjema (12)                | Mariëtte Remijnse                           |
| 1983                                                         | Eric van der Pluijm               | Mariëtte Remijnse (2)                       |
| 1984                                                         | Jan van Wijnen                    | Babette Hoogendoorn                         |
| 1985                                                         | Hans Frieling                     | Babette Hoogendoorn (2)                     |
| 1986                                                         | Eric van der Pluijm (2)           | Babette Hoogendoorn (3)                     |
| 1987                                                         | Hans Frieling (2)                 | Babette Hoogendoorn (4)                     |
| 1988/89                                                      | Eric van der Pluijm (3)           | Babette Hoogendoorn (5)                     |
| 1990                                                         | Raymond Scheffer                  | Babette Hoogendoorn (6)                     |
| 1991                                                         | Raymond Scheffer (2)              | Hugoline van Hoorn                          |
| 1992                                                         | Lucas Buit                        | Nicole Beumer                               |
| 1993                                                         | Raymond Scheffer (3)              | Hugoline van Hoorn (2)                      |
| 1994                                                         | Lucas Buit (2)                    | Hugoline van Hoorn (3)                      |
| 1995                                                         | Lucas Buit (3)                    | Hugoline van Hoorn (4)                      |
| 1996                                                         | Lucas Buit (4)                    | Vanessa Atkinson                            |
| 1997                                                         | Lucas Buit (5)                    | Vanessa Atkinson (2)                        |
| 1998                                                         | Lucas Buit (6)                    | Vanessa Atkinson (3)                        |
| 1999                                                         | Lucas Buit (7)                    | Vanessa Atkinson (4)                        |
| 2000                                                         | Lucas Buit (8)                    | Vanessa Atkinson (5)                        |
| 2001                                                         | Tommy Berden                      | Vanessa Atkinson (6)                        |
| 2002                                                         | Lucas Buit (9)                    | Karen Kronemeyer                            |
| 2003                                                         | Tommy Berden (2)                  | Vanessa Atkinson (7)                        |
| 2004                                                         | Tommy Berden (3)                  | Annelize Naudé                              |
| 2005                                                         | Tommy Berden (4)                  | Vanessa Atkinson (8)                        |
| 2006                                                         | Laurens Jan Anjema                | Vanessa Atkinson (9)                        |
| 2007                                                         | Laurens Jan Anjema (2)            | Vanessa Atkinson (10)                       |
| 2008                                                         | Laurens Jan Anjema (3)            | Annelize Naudé (2)                          |
| 2009                                                         | Laurens Jan Anjema (4)            | Vanessa Atkinson (11)                       |
| 2010                                                         | Laurens Jan Anjema (5)            | Vanessa Atkinson (12)                       |
| 2011                                                         | Laurens Jan Anjema (6)            | Natalie Grinham                             |
| 2012                                                         | Laurens Jan Anjema (7)            | Natalie Grinham (2)                         |
| 2013                                                         | Laurens Jan Anjema (8)            | Natalie Grinham (3)                         |
| 2014                                                         | Laurens Jan Anjema (9)            | Milou van der Heijden                       |
| 2015                                                         | Sebastiaan Weenink                | Milou van der Heijden (2)                   |
| 2016                                                         | Laurens Jan Anjema (10)           | Natalie Grinham (4)                         |
| 2017                                                         | Piëdro Schweertman                | Tessa ter Sluis                             |
| 2018                                                         | Piëdro Schweertman (2)            | Milou van der Heijden (3)                   |
| 2019                                                         | Piëdro Schweertman (3)            | Milou van der Heijden (4)                   |
| 2020                                                         | Piëdro Schweertman (4)            | Milou van der Heijden (5)                   |
| 2021                                                         | Piëdro Schweertman (5)            | Milou van der Heijden (6)                   |
| 2022                                                         | Piëdro Schweertman (6)            | Fleur Maas                                  |
| 2023                                                         | Piëdro Schweertman (7)            | Fleur Maas (2)                              |
| 2024                                                         | Piëdro Schweertman (8)            | Renske Huntelaar                            |

 1 Ada Bakker trat nach ihrer Heirat unter ihrem neuen Namen Ada de Laive-Bakker an.